# Jan Kowalski
Jan Kowalski (* 15. února 1937 Zabrze) je bývalý polský fotbalista, záložník. Po skončení aktivní kariéry působil jako trenér.

## Fotbalová kariéra
Hrál za Stal Zabrze, Górnik Zabrze, Pogoń Zabrze a ROW Rybnik. S Górnikem Zabrze získal sedm mistrovský titulů a jedno vítězství v polském fotbalovém poháru. V Poháru mistrů evropských zemí nastoupil v 15 utkáních. Za polskou reprezentaci nastoupil v letech 1960-1962 v 10 utkáních.

## Ligová bilance
| Ročník                   | Zápasy | Góly | Klub          |
| ------------------------ | ------ | ---- | ------------- |
| 1. polská liga 1959      | 12     | 2    | Górnik Zabrze |
| 1. polská liga 1960      | 15     | 0    | Górnik Zabrze |
| 1. polská liga 1961      | 23     | 1    | Górnik Zabrze |
| 1. polská liga 1962      | 13     | 1    | Górnik Zabrze |
| 1. polská liga 1962/1963 | 19     | 0    | Górnik Zabrze |
| 1. polská liga 1963/1964 | 16     | 0    | Górnik Zabrze |
| 1. polská liga 1964/1965 | 21     | 1    | Górnik Zabrze |
| 1. polská liga 1965/1966 | 15     | 0    | Górnik Zabrze |
| 1. polská liga 1966/1967 | 13     | 0    | Górnik Zabrze |
| 2. polská liga 1967/1968 | -      | -    | ROW Rybnik    |
| 1. polská liga 1968/1969 | 18     | 2    | ROW Rybnik    |
| CELKEM 1. polská liga    | 165    | 7    |               |